# Four Seasons Hotel Hong Kong
Le Four Seasons Hotel Hong Kong et le Four Seasons Place sont deux gratte-ciel de 165 et 205 mètres construits en 2005 à Hong Kong en Chine.
L'hôtel qui appartient à la chaine Four Seasons Hotels and Resorts comprend 400 chambres dans le plus petit immeuble. 
Les immeubles ont été conçus par l'agence de Hong Kong, Rocco Design.